# 6922 Yasushi
6922 Yasushi eller 1993 KY1 är en asteroid i huvudbältet som upptäcktes den 27 maj 1993 av den japanska astronomen Satoru Otomo i Kiyosato. Den är uppkallad efter Yasushi Sato.
Asteroiden har en diameter på ungefär 4 kilometer och den tillhör asteroidgruppen Flora.